# 王学仲
王学仲（1925年9月23日—2013年10月8日），原名王黾，字黾子，一作字黾，笔名夜泊、呼延夜泊，号滕固词人，晚号黾翁，斋名泼墨斋、己出楼，男，山东滕州人，中国书画家、诗人、文学家、文艺理论家。曾师从吴镜汀、徐悲鸿、李可染等书画家，擅山水、人物、花鸟。在诗词、文章、书法、绘画上皆有造诣，是「黾学」的创始人。

## 生平

### 早年
王学仲于1925年9月23日出生于山东滕县（现为滕州），其认定自己属于琅琊王氏的后代的一个分支，与西晋的王羲之同祖。其名「黾」源于《诗经》中的「黾勉从事」一句。其曾祖王启方是清末秀才，能诗善书；父亲王安履是一位长期从事教育的工作者，平日里喜欢诗词书法，专攻魏碑。王学仲五岁学写字，六岁学画，七岁入学，在十几岁时常随其父到曲阜、泰山、邹县等地访碑问古，积累了大量的碑帖资料。

### 求学与任教

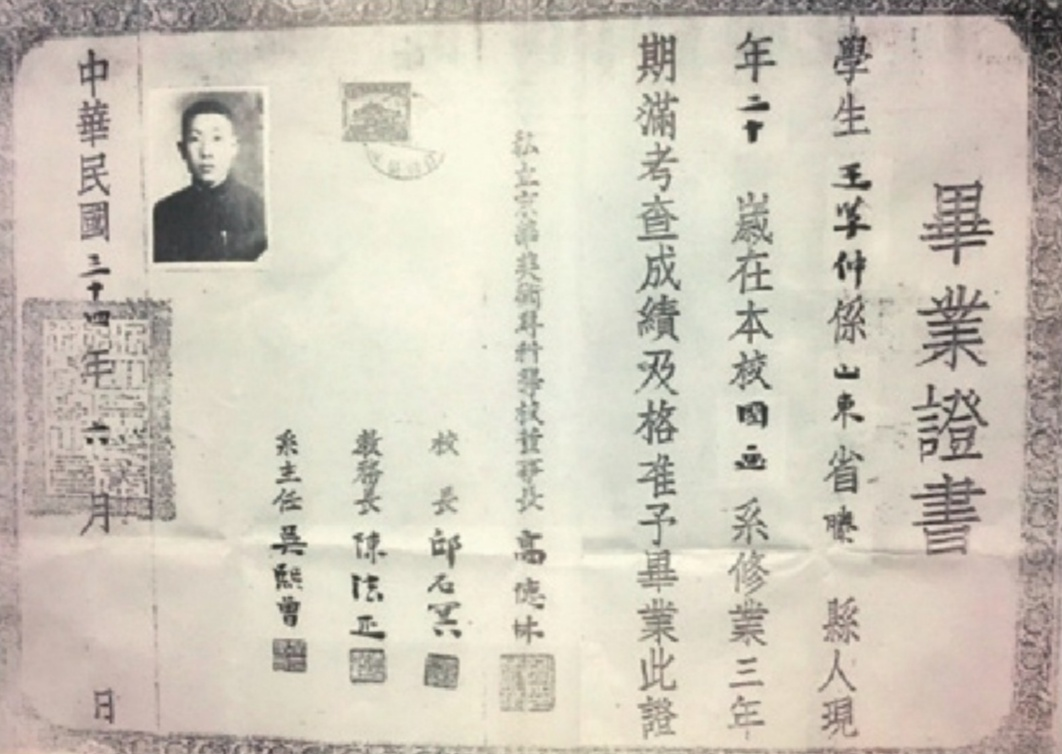
1945年6月王学仲自北京京华美术学院毕业的毕业证书

1942年考入北京京华美术学院国画系，随邱石冥、吴镜汀、容庚等学习山水画，1949年应徐悲鸿之邀入北平国立艺专墨画科，1950年转入中央美术学院国画系，学习年画及油画，曾受过徐悲鸿、李可染等画家的传授指点，被徐悲鸿誉为“诗书画三怪”。1953年毕业后分配到天津大学任教。
1976年，王学仲参加了“中日书法作品展览会”，并在会中提出了“世界美术思潮东移”的观点。1979年调入文化部中国画创作组从事美术创作，并为人民大会堂的厅馆创作巨幅作品。 
1980年应聘为日本国立筑波大学艺术系客座教授，从事美术教育工作数年，此后曾9次赴日讲学及文化交流，又到欧洲写生考察西方艺术。期间出版有《三只眼睛看世界》并获世界和平文化奖状。又为中國文聯榮譽委員、中國書法家協會顧問、天津文史研究館名譽館員、九三學社成員、天津市文聯主席團成員、天津書法家協會名譽主席、天津大學教授。1986年天津大学接受日本友好人士捐资，建立王學仲藝術研究所「黾园」，王学仲任名譽所長。2006年，王學仲獲得第二屆中國書法「蘭亭獎」終身成就獎。

### 去世
2013年10月8日上午7時17分，王学仲在天津武警醫學院附屬醫院病逝，享年88岁。王学仲临终前称“不要驚動領導、組織和弟子們，不搞封建迷信那一套，不設靈堂，不要吊唁，不接受花籃，不搞孝子謝，隻在天津大學王學仲藝術研究所設立接待站”。其去世后，其生前好友馮驥才等人前往祭拜。

## 艺术特色

### 艺术成就
王学仲诗、文、书、画四艺皆精。其书法取法广泛，真草、隶书、篆书等书体皆擅。王学仲在国立北平艺专求学时，其师徐悲鸿评价他的书法：“方在少年，其书得有如是造诣，禀赋不凡，盖由天授，与之古人，在唐则近北海，宋则山谷，明则倪文正、王觉斯，而非赵、董世俗之姿可相并论。”
绘画上，其画种多样，融会中西，擅长中国画与油畫。其中国画多作山水画和人物画，主张「重、拙、奇、旷」的艺术风格，亦偶为花鸟画题材。
其诗词上擅长古体诗，创作上“感于哀乐，缘事而发”，充斥着其强烈的思想感情。其诗以咏物、抒情、怀古为主，如《辞庐山》一诗：
青云步步出人寰，

朝夕苍崖陡壁间。

肩上诗笺和画稿，

担回五岳与三山。
又擅长题画诗，因其亦擅画，时常是自画自题。如题《江镜》画诗句“乘舟忘却临江镜，错认青峰倒着生”。其一生共创作两千余首诗词，曾出版过《王学仲诗词选》，而他的诗集《三只眼睛看世界》被认为“内容新、体裁新、语言新、意境新”。
周汝昌评价王学仲：“世人皆赏学仲先生的丹青翰墨，我独以为他的文才实居首位。他的文才，包括诗、词、曲、赋诸多文体，这在当今尤其是可贵的罕例。”王学仲文章擅长骈文，作品有《吊司马迁墓文》《长城赋》《滕州怀古文》《采石矶吊李白》《吊李白墓文并序》等；又善作散文，出版有《王学仲散文选》。2003年，王学仲出版长篇小说《吼哈》，描写和反映了20世纪初期鲁西南一带的社会生活与风俗人情。
王学仲还是一个文艺理论家，曾撰写书论《碑·帖·经书分三派论》一文，对摩崖刻经进行了深入考究，于碑学、帖学二派之外，增列经派书法。其又提出“世界美术思潮中心东移”，主张“东学西渐，欧风汉骨”“西洋为风、东洋为鉴”“中学为骨”“西学为饰”，主张中西结合。
此外，王学仲亦通篆刻，其曾自刻两枚印章：“美院三度”、“刺股十年”。

### 艺术思想

王学仲20世纪90年代在天津大学黾园内的四我庭留影，「四我庭」之名即取自王学仲「黾学」思想中的「四我」一条。

王学仲曾提出“黾学”主张，以其原名“黾”命名，是一个包含其对哲学、美学、书学、画学和文学等理解的立体式的学术体系。
王学仲“黾学”的特点可以概括为「一画、二合、三怪、四我、五象、六学、七艺」。「一画」即文人画，「二合」指意象合一，「三怪」即徐悲鸿对他「诗、书、画」奇特性的评价，体现了其“艺必己出”的艺术思想，「四我」即“扬我国风，励我民魂，求我时尚，写我怀抱”，「五象」即「表象、意象、气象、空象、色象」，「六学」即文学、美学、文艺学、宗教学、哲学、历史学，「七艺」即「绘画、书法、诗词、治印、雕塑、散文、小说」，其认为诸门样样通晓、融会贯通后，可以「卓然成家」。

## 主要作品

### 书画
- 《上野四季繁荣图》（于上野站新干线剪票口）[21]
- 《垂杨饮马》
- 《怀思图》
- 《中国画学谱》
- 《王学仲书法选》
- 《书法举要》
- 《王学仲书画诗文集》（日文版）
- 《夜泊画集》[12]

### 文学
- 《王学仲诗词选集》
- 《三只眼睛看世界》
- 《吼哈》（长篇小说）[17][12]

## 纪念
天津市天津大学建有王学仲艺术研究所，山东省曲阜市建有王学仲绘画馆，其故乡滕州市建有王学仲艺术馆，江苏省徐州市建有王学仲美术展览馆。